# Джемини (премия)
«Джемини» (англ. Gemini Award) — канадская премия в области телевидения, вручавшаяся Академией кино и телевидения Канады с 1986 по 2011 год. Премия считалась высшей телевизионной наградой Канады, эквивалентом «Эмми» в США. Награды вручались в восьмидесяти семи категориях, включая актёрские, режиссёрские, сценарные, технические а также специальные за карьерные достижения. Обычно церемония вручения проводилась в Торонто и транслировалась одним из основных каналов.
Последнее вручение «Джемини» состоялось в сентябре 2011 года. Её преемницей стала премия Canadian Screen Awards, вручаемая с марта 2013 года.
«Джемини» являлась «близнецом» премии «Жемо», также вручающаяся Академией кино и телевидения Канады. Оба слова, Gemini с английского и Gémeaux с французского так и переводятся «Близнецы». «Жемо» также считается высшей телевизионной наградой Канады, но за продукцию на французском языке. Она тоже была учреждена в 1986 году, однако первое награждение прошло годом позже. В отличие от «Джемини», премия «Жемо» сохранила свою независимость и продолжает ежегодно вручаться.